# Ben Foster (cầu thủ bóng đá)
Ben Anthony Foster (sinh ngày 3 tháng 4 năm 1983) là cựu cầu thủ bóng đá chuyên nghiệp người Anh thi đấu ở vị trí thủ môn.
Foster bắt đầu sự nghiệp chuyên nghiệp của mình vào năm 2001 ở Stoke City, sau khi gia nhập Racing Racing Warwick. Tuy nhiên, anh chưa bao giờ thi đấu cho Stoke và được cho mượn ở Bristol City, Tiverton Town, Stafford Rangers, Kidderminster Harrier và Wrexham. Anh chuyển sang Manchester United vào tháng 7 năm 2005 nhưng gặp khó trong việc cạnh tranh  vào đội một, và phải trải qua hai mùa giải cho mượn tới Watford từ tháng 8 năm 2005 cho đến hết mùa giải 2006-07. Sau khi chỉ ra sân 23 trận cho Manchester United (mặc dù anh cũng từng chơi trong các lần đội bóng giành chiến thắng tại League Cup 2009 và 2010), Foster chuyển sang Birmingham City vào tháng 5 năm 2010. một người từng có mặt trong giải đấu cho Birmingham, Foster cũng là một phần của đội bóng thành phố Birmingham đã giành Cup Liên đoàn mùa 2011 và đã có tổng cộng 43 lần ra sân trong mùa giải đó. Sau khi Birmingham xuống Championship vào cuối mùa giải, Foster đã được cho West Bromwich Albion mượn, và chuyển đến đó vào tháng 6 năm 2012. Foster trở lại Watford vào tháng 7 năm 2018.
Foster ra mắt quốc tế cho đội tuyển Anh vào tháng 2 năm 2007 trước Tây Ban Nha. Mặc dù anh tuyên bố từ giã bóng đá quốc tế vào tháng 5 năm 2011, anh đã trở lại vào tháng 2 năm 2013 và được chọn vào danh sách cầu thủ đội tuyển Anh tham dự FIFA World Cup 2014

## Sự nghiệp câu lạc bộ

### Stoke City
Sinh ra tại Leamington Spa, Warwickshire, Foster bắt đầu sự nghiệp bóng đá của mình khi còn là một cầu thủ trẻ tại Câu lạc bộ Racing Warwick của giải đấu South League Division One West. Anh trở thành thủ môn được lựa chọn đầu tiên của họ vào tháng 12 năm 2000, vào tháng 4 năm 2001, anh tham gia đội một câu lạc bộ Division Two, Stoke City sau khi được Colin Dobson phát hiện. Anh ký hợp đồng một năm với quyền thêm hai năm nữa; phí "năm con số" không được tiết lộ và RC Warwick sẽ được hưởng lợi từ việc bao gồm một điều khoản bán hàng. Trong thời gian ở Stoke, Foster đã cho mượn tới nhiều câu lạc bộ như Bristol F.C., Tiverton Town, Stafford Rangers, Kidderminster Harrier  và Wrexham. Foster bị chấn thương dây chằng vào tháng 6 năm 2003 khi chơi tennis với anh trai, đã ngồi ngoài trong thời gian sáu tháng. Sau khi hồi phục, Foster đã được trao chiếc áo số 14 sau đó nhận được cuộc gọi đầu tiên của anh ấy cho đội đầu tiên của Potters trong trận đấu hạng nhất với Wimbledon vào ngày 17 tháng 1 năm 2004. Anh ngồi trên băng ghế dự bị trong chiến thắng 1-0 và là người không được sử dụng trong sáu lần nữa trong phần còn lại của mùa giải 2003-04. Foster được gọi vào đội một trong bốn trận đấu trong mùa giải 2004-05.

### Manchester United
Khi đang chơi cho Wrexham theo dạng cho mượn từ Stoke, Foster đã được phát hiện bởi huấn luyện viên của Manchester United, Alex Ferguson, người đang theo dõi con trai của mình, Darren Ferguson, trong trận Chung kết Cúp bóng đá năm 2005. United đã phải vật lộn trong nhiều năm để thay thế cựu thủ môn Peter Schmeichel, Ferguson quyết định mua thủ môn Foster, đưa ra mức giá 1 bảng triệu cho Stock City. Stoke đã đồng ý một thỏa thuận với United vào ngày 15 tháng 7 năm 2005, việc chuyển nhượng đã hoàn tất vào ngày 19 tháng 7.

### Watford

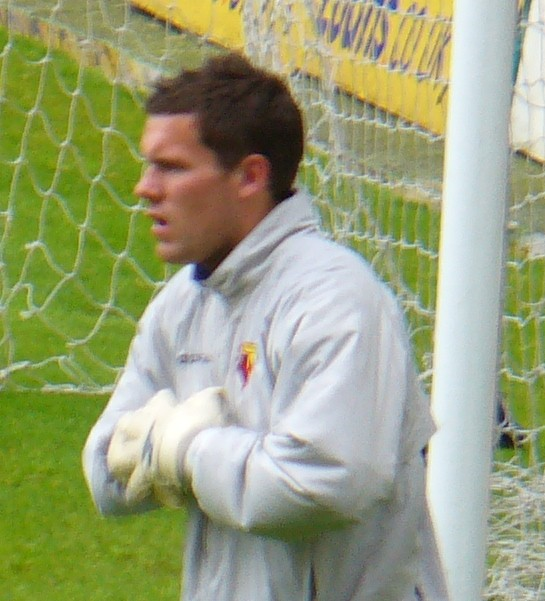
Foster tập luyện với Watford năm 2007

Chưa sẵn sàng cho hành động của đội một, Foster đã được gửi cho Watford vào ngày 1 tháng 8 năm 2005 theo dạng cho mượn, với kỳ vọng về lần mượn thứ hai trong mùa giải sau đó. HLV Aidy Boothroyd của Watford tuyên bố rằng "anh ấy tốt hơn thủ môn hiện tại của Manchester United, Edwin van der Sar " và tuyên bố Foster sẽ là "thủ môn hay nhất thế giới". Huấn luyện viên của Manchester United, ông Ferguson cho rằng Foster sẽ thành công hơn Van der Sar với tư cách là thủ môn số một tại United và cuối cùng thay thế Paul Robinson là "thủ môn tiếp theo của đội tuyển Anh". Foster đã giúp Watford đến Premier League bằng cách đánh bại Leeds United 3-0 trong trận chung kết play-off Championship.
Anh tái ký hợp đồng với Watford trong một lần mượn mùa thứ hai vào ngày 10 tháng 8 năm 2006 sau khi Manchester United bảo đảm các dịch vụ của thủ môn quốc tế Ba Lan, Tomasz Kuszczak theo dạng cho mượn từ West Bromwich Albion. Những màn trình diễn của Foster trong chiến dịch Premier League của Watford đã mang về cho anh giải thưởng Cầu thủ xuất sắc nhất của câu lạc bộ. Aidy Boothroyd bày tỏ mong muốn giữ Foster ở Watford trong mùa thứ ba trong một số dịp trong mùa 2006-07, nhưng hy vọng của anh đã bị tan vỡ vào tháng 1 năm 2007 khi Alex Ferguson tuyên bố ý định đưa Foster trở lại Old Trafford vào cuối của mùa 

### Trở về Manchester United
Vào tháng 6 năm 2007, Foster đã được thông báo rằng sẽ phẫu thuật chấn thương dây chằng ở đầu gối phải, buộc anh phải bỏ lỡ sự khởi đầu của mùa giải 2007-08. Anh quay trở lại huấn luyện nhẹ vào cuối năm 2007, đặt mục tiêu tháng 2 năm 2008 cho sự trở lại của anh. Anh ấy đã trở lại trong một trận đấu và anh ngồi dự bị trong trận đấu Middlesbrough vào ngày 6 tháng 3 năm 2008, trước khi ra mắt đội một của Manchester United vào ngày 15 tháng 3 năm 2008. Với việc Edwin van der Sar bị chấn thương và Tomasz Kuszczak bị treo giò vì thẻ đỏ trong trận đấu với Portsmouth ở vòng sáu cúp FA vào thứ Bảy tuần trước, Alex Ferguson phải tạm gác lại kế hoạch cho Foster mượn một lần nữa, và thủ môn trẻ đã được thi đấu. 1 áo cho trận đấu trên sân khách với Derby County. United đã thắng trận 1-0, với Foster thực hiện hai pha cứu thua quan trọng giữ sạch lưới. Mặc dù Ferguson rất ấn tượng với màn trình diễn của Foster trong trận đấu với Derby, Ferguson đã không cho anh ta đá trận đấu tiếp theo với Bolton Wanderers, cho Kuszczak trở lại.
Sau khi được chọn làm người dự bị cho trận mở màn của Manchester United tại Champions League 2008-09 với Villarreal vào ngày 17 tháng 9 năm 2008, Foster sau đó đã chơi cho đội Blackburn Rovers vào ngày hôm sau. Trong trận đấu, anh ta lúng túng và bị đau mắt cá chân, khiến anh ta không thể tranh cãi trong sáu đến tám tuần. May mắn cho Foster, thời gian hồi phục của anh ấy nhanh hơn so với ước tính ban đầu và anh ấy đã trở lại ngồi dự đội vào ngày 14 tháng 10 năm 2008, chơi trọn 90 phút trong chiến thắng 2-1 trước Oldham Athletic A.F.C.. Foster sau đó đã xuất hiện ở Champions League lần đầu tiên - lần thứ hai của anh ấy cho đội một Manchester United - vào ngày 5 tháng 11 năm 2008, trong trận hòa 1-1 với Celtic.
Foster ban đầu được chọn trong đội hình của Manchester United cho FIFA Club World Cup 2008, nhưng sau khi bị gãy ngón tay trong buổi tập trước ngày đội tuyển chuẩn bị đến Nhật Bản, anh được thay thế bởi Ben Amos. Vào ngày 1 tháng 3 năm 2009, Alex Ferguson đã gọi tên Foster vào mục tiêu cho trận Chung kết Cúp Liên đoàn 2009 tại Sân vận động Wembley. Sau khi giữ sạch lưới trong thời gian 90', Foster sau đã cứu thua cú sút Jamie O'Hara của Tottenham trong loạt sút luân lưu sau đó. Điều này kết hợp với một sai lầm từ David Bentley, đã mang lại cho United một chiến thắng 4-1 trong loạt đá luân lưu và danh hiệu League Cup 2009. Sau trận đấu, Foster được trao danh hiệu Alan Hardaker cho cầu thủ giỏi nhất trận đấu.
Nó đã được tiết lộ sau trận đấu rằng Foster đã sử dụng một chiếc iPod để giúp chuẩn bị cho anh ấy trong loạt sút luân lưu, khiến cuộc thảo luận về việc sử dụng công nghệ trong trận đấu.
Foster đã được khen thưởng vì màn trình diễn của anh ấy khi trở thành thủ môn lựa chọn thứ hai của United trong phần còn lại của mùa giải, bắt đầu ba trận đấu nữa khi Alex Ferguson cho Edwin van der Sar nghỉ ngơi trong các trận đấu quan trọng. Tuy nhiên, anh đã cố gắng chơi với dây chằng bị đứt ở ngón tay cái bên phải, trở nên trầm trọng hơn, đòi hỏi phải phẫu thuật để loại anh ra khỏi chức vô địch của United, trận chung kết Champions League với vòng loại World Cup 2010 với Barcelona và Anh vào tháng 6. Sau những đồn đoán rằng United đang tìm kiếm một thủ môn mới để thay thế Edwin van der Sar sắp nghỉ hưu, Foster đã ký hợp đồng bốn năm với câu lạc bộ. Alex Ferguson nhận xét rằng Manchester United "thực sự xem anh ấy [Foster] là người kế thừa Edwin van der Sar".
Với việc Van der Sar bị chấn thương trong hai tháng đầu mùa giải 2009-10, Foster được trao cơ hội khoác áo số một trong trận thua FA Community Shield năm 2009 trước Chelsea, nơi những sai lầm của anh dẫn đến hai bàn thắng của Chelsea và không có lưu trong loạt sút luân lưu. Foster tiếp tục chơi ở League, bắt đầu với chiến thắng trong ngày khai mạc trước Birmingham City. Trong chiến thắng trước Arsenal và Manchester City, Foster đã nhận được sự chỉ trích nặng nề vì những lỗi lớn dẫn đến các mục tiêu đối lập.   Alex Ferguson tuyên bố rằng ông tin tưởng vào khả năng và tiềm năng của Foster; tuy nhiên, tám ngày sau, Foster một lần nữa bị chỉ trích vì một sai lầm dẫn đến bàn thắng của Sunderland trong trận hòa 2-2, và rời khỏi đội tuyển Anh vào ngày hôm sau với xương sườn bầm tím. Tuy nhiên, sau thẻ đỏ của Robert Green trong trận đấu với Ukraine và do đó bị đình chỉ, Foster đã được các bác sĩ thông báo rõ ràng và gọi lại cho đội tuyển Anh trong trận đấu với Belarus vào ngày 14 tháng 10. Foster chỉ chơi hai lần nữa trong năm 2009 cho Manchester United sau trận đấu Sunderland: chiến thắng League Cup trước đội vô địch Barnsley và trận hòa Champions League so với Beşiktaş, với sự tiến bộ của Manchester United từ nhóm đã được bảo đảm. Anh ấy đã bị trục xuất khỏi đội một trong sự vắng mặt của Van der Sar bởi Tomasz Kuszczak, và nhân dịp này, thủ môn dự bị Ben Amos đã thay thế Foster trên băng ghế dự bị. Foster bắt đầu trận đấu đầu tiên trong ba tháng với West Ham vào tháng 2 năm 2010, giữ sạch lưới trong chiến thắng 3-0.

### Birmingham City

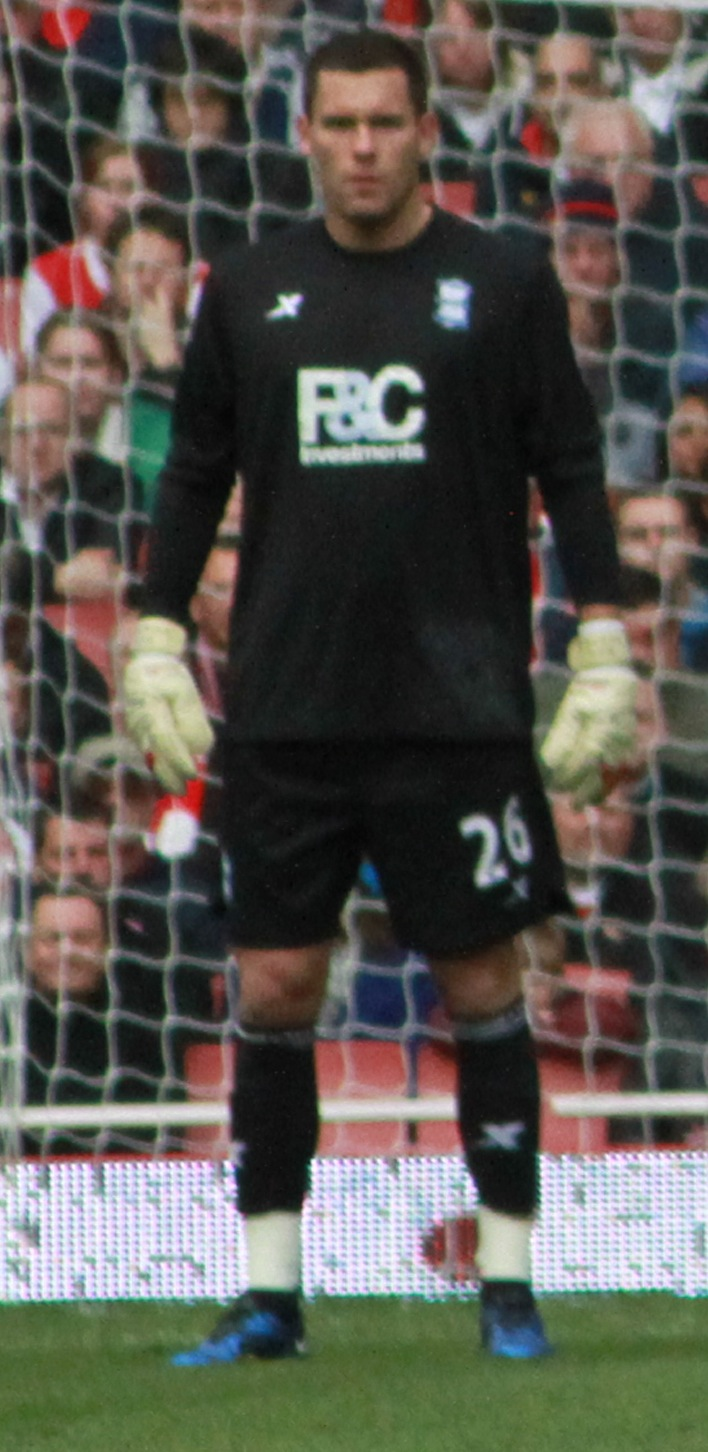
Foster chơi cho Birmingham City năm 2010

Sau khi chấp nhận rằng để chơi thường xuyên, anh cần phải rời Manchester, dù là cho mượn hay vĩnh viễn, Foster đã ký hợp đồng ba năm với câu lạc bộ Premier League Birmingham City vào ngày 19 tháng 5 năm 2010  Lệ phí không được tiết lộ, mặc dù suy đoán truyền thông cho thấy mức phí ban đầu là 4 bảng   triệu, có khả năng tăng lên £ 6   triệu với các tiện ích bổ sung. Câu lạc bộ đang tìm kiếm một sự thay thế cho thủ môn quốc tế người Anh của Joe Hart, người đã trở lại Manchester City sau một mùa giải 2009-10 thành công cho mượn tại Birmingham. Foster có trận ra mắt ở Birmingham vào ngày khai mạc mùa giải 2010-11 trong trận hòa 2-2 với Sunderland. Trong trận ra mắt sân nhà vào tuần sau với Blackburn Rovers, anh đã cứu được một quả phạt đền từ Morten Gamst Pedersen khi Birmingham thắng trận 2-1.
Bị chỉ trích vì một lỗi trong trận thua 2-1 của Anh trước Pháp, Foster đã tạo ra một màn trình diễn trong trận đấu khi trở lại nghĩa vụ League vào ngày 20 tháng 11 khi Birmingham đánh bại đương kim vô địch Chelsea 1-0. Mặc dù Chelsea có 32 cú sút trúng khung thành, Foster đã thực hiện một loạt pha cứu thua xuất sắc, trong đó có một pha được BBC Sport mô tả là "đáng kinh ngạc" để từ chối "cú đánh đầu cận thành dữ dội của Didier Drogba ". Foster đã tạo ra một "sai lầm khủng khiếp" trong trận bán kết League Cup được truyền hình trực tiếp, cho phép một cú sút nhẹ từ Carlton Cole trượt xuống dưới anh ta, giúp West Ham United dẫn trước 2-1 sau trận lượt đi. Tuy nhiên, anh đã bù đắp điều này bằng màn hình trong trận chung kết mang về cho anh chiếc Alan Hardaker Trophy lần thứ hai sau ba năm, khi Birmingham đánh bại Arsenal 2-1 để giành chiếc cúp lớn đầu tiên sau 48 năm.
Mặc dù giành chiến thắng trong trận Chung kết Cup Thành phố của Birmingham, họ đã bị rớt xuống Giải vô địch vào ngày cuối cùng của mùa giải 2010-11. 
Vì "chuỗi màn trình diễn đầy cảm hứng" của mình, Foster được bầu chọn là Cầu thủ xuất sắc nhất mùa giải của Birmingham và Cầu thủ xuất sắc nhất mùa giải 2010-11.

### West Bromwich Albion

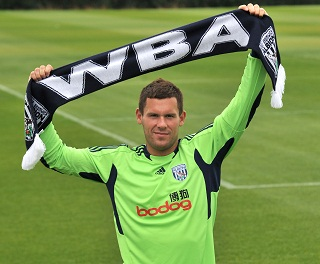
Foster tại buổi trình bày của anh ấy như là một cầu thủ West Bromwich Albion vào năm 2011

Foster gia nhập câu lạc bộ Premier League West Bromwich Albion vào ngày 29 tháng 7 năm 2011, thay đổi vị trí với thủ môn Albion Boaz Myhill, cả hai cầu thủ ký hợp đồng cho mượn toàn bộ mùa giải 2011-12. Foster đã chơi trong 37 trong số 38 trận đấu của họ, chỉ thiếu trận đấu cuối cùng của mùa giải với một căng cơ háng nhỏ. Anh giữ sạch lưới 10 trận, bằng với kỷ lục giữ sạch lưới Premier League của West Brom, khi câu lạc bộ kết thúc ở vị trí thứ 10, kết thúc giải đấu cao nhất của họ sau 30 năm. Vào cuối mùa giải, Foster đã được trao giải cầu thủ của năm của những người ủng hộ và giải thưởng cầu thủ của năm.
Vào ngày 29 tháng 6 năm 2012, Foster đã ký hợp đồng vĩnh viễn với West Brom với mức phí không được tiết lộ, được báo cáo rộng rãi là £ 4   triệu. Anh ấy đã ký hợp đồng ba năm với một lựa chọn thêm hai năm nữa để ủng hộ câu lạc bộ. Foster tiếp tục có màn trình diễn ấn tượng trong mùa giải thứ hai với câu lạc bộ, giữ sạch lưới 7 trận trong 30 trận đấu, và giúp dẫn dắt West Brom lên vị trí cao thứ 8 tại Premier League cho mùa giải 2012-13.   Một điểm nổi bật của mùa giải đó là tiết kiệm một hình phạt Steven Gerrard chống lại Liverpool tại Anfield. Tỷ số là 0-0 lúc đó và West Brom tiếp tục thắng 2-0. Mặc dù mất tích 4 tháng của mùa giải sau vì chấn thương, Foster vẫn tiếp tục giành được cả cầu thủ người hâm mộ và giải thưởng cầu thủ của năm của cầu thủ lần thứ hai trong ba năm sau một loạt màn trình diễn ấn tượng trong suốt mùa giải 2013-14. Phong độ ấn tượng của Foster cho câu lạc bộ đã chứng kiến anh được gọi vào đội tuyển cúp thế giới Anh 2014, trở thành cầu thủ West Bromwich Albion đầu tiên đại diện cho Anh trong một đội hình cúp thế giới kể từ Jeff Astle năm 1970.
Sau một mùa giải 2016-17 đầy ấn tượng, Foster đã được đề cử cho giải thưởng Cầu thủ xuất sắc nhất năm của Hiệp hội Nhà văn bóng đá. Anh ấy cũng là cầu thủ câu lạc bộ của những người ủng hộ West Brom của mùa giải.

### Quay trở lại Watford
Sau khi West Brom xuống chơi tại Championship, Foster tái ký hợp đồng với câu lạc bộ đang chơi tại Premier League Watford vào ngày 5 tháng 7 năm 2018 theo hợp đồng hai năm, với tùy chọn gia hạn thêm một năm, với mức phí không được tiết lộ. Anh ngay lập tức vượt qua đồng đội người Brazil là Heurelho Gomes để khoác áo số một của Watford và là thủ môn được lựa chọn bắt chính của Watford sau khi họ xuống hạng từ Premier League vào năm 2020. Foster ký hợp đồng gia hạn thêm hai năm với Watford vào tháng 6 năm 2020.

### Quay trở lại Wrexham
Ngày 15 tháng 9 năm 2022, Foster giải nghệ ở tuổi 39 sau khi từ chối bản hợp đồng từ Newcastle United. Ngày 23 tháng 3 năm 2023, anh ấy đã ký hợp đồng ngắn hạn với Wrexham sau một ca chấn thương của Rob Lainton. 2 ngày sau, anh ta có màn ra mắt đội bóng trong chiến thắng 3–0 trên sân nhà trước York City. Ngày 10 tháng 4, anh ta cản phá 1 quả phạt đền ở phút bù giờ trong chiến thắng 3–2 trước Notts County, điều này đã giúp câu lạc bộ của anh ấy giành 3 điểm và nắm lợi thế trong cuộc đua vô địch của giải đấu.

## Sự nghiệp quốc tế
Vào ngày 26 tháng 5 năm 2006, Foster có tên trong danh sách dự bị cho đội hình World Cup 2006 của Anh, vì chấn thương của Robert Green trong trận đấu quốc tế với Belarus. Sau khi Foster tái ký hợp đồng cho mượn cho Watford, anh được gọi vào đội tuyển Anh đầu tiên của Steve McClaren với tư cách là một trong ba thủ môn cho trận giao hữu với Hy Lạp. Kể từ lần gọi đầu tiên nhưng trước khi bị chấn thương, Foster đã có tên trong mọi đội tuyển Anh, và ra mắt đội tuyển Anh trong trận thua 1-0 trước Tây Ban Nha vào ngày 7 tháng 2 năm 2007 
Sau hai năm không chơi cho đội tuyển Anh và không bao giờ được gọi vào đội một, cuối cùng anh đã được Fabio Capello chọn sau màn trình diễn tại trận chung kết League Cup và là người thay thế trong hiệp hai trước Slovakia trong chiến thắng 4-0 để kiếm được nắp thứ hai. 
Những màn trình diễn không nhất quán trong các trận đấu đầu tiên của Manchester United trong mùa giải 2009-10, cũng như xương sườn bị bầm tím, có nghĩa là Foster bị loại khỏi đội hình ban đầu của Capello cho hai vòng loại World Cup cuối cùng của họ. Tuy nhiên, sau khi Robert Green bị đuổi khỏi trận đấu với Ukraine vào ngày 10 tháng 10, Foster đã được triệu hồi ở vị trí của mình cho trận đấu tiếp theo với Belarus. Người ta đã dự đoán rằng David James sẽ thay thế vị trí của Green trong đội hình xuất phát, nhưng James đã bị chấn thương trong thời gian khởi động và thay vào đó Foster được trao chiếc mũ đội tuyển Anh thứ ba. Anh thắng trận 3-0, với Foster thực hiện pha cứu thua bằng một tay từ Syarhey Amelyanchuk ở phút 63. Foster giành được chiếc mũ thứ tư trong trận đấu với Brazil, nơi anh chơi toàn bộ trận thua trong 1-0 tháng 11 năm 2009, trận giao hữu được diễn ra ở Qatar, với Nilmar đã ghi bàn thắng duy nhất của trận đấu từ một cú đánh đầu ở phút 47. Anh bị bỏ qua trong đội hình World Cup 2010 của Anh, Joe Hart được ưu tiên cho vị trí thủ môn thứ ba.  
Vào tháng 5 năm 2011, Foster tuyên bố rằng anh ta sẽ không thể tham gia tuyển chọn quốc tế trong một thời gian không xác định. Anh dự định "kéo dài sự nghiệp câu lạc bộ [của mình] càng lâu càng tốt" bằng cách cho phép cơ thể anh "nghỉ ngơi hợp lý giữa các trận đấu" để giảm chấn thương "nghịch ngợm". Mãi đến tháng 2 năm 2013, anh mới sẵn sàng để lựa chọn một lần nữa. Trong kỳ nghỉ quốc tế tiếp theo, anh được gọi vào đội tuyển Anh cho vòng loại World Cup với San Marino và Montenegro. Vào ngày 29 tháng 5 năm 2013 Foster đại diện cho Anh trong trận đấu giao hữu với Cộng hòa Ireland. 
Foster đã được chọn trong trận chung kết 23 cho đội hình World Cup 2014 của Anh, và chơi trong trận hòa 2-2 với Ecuador để chuẩn bị cho giải đấu. Với việc Anh không thể tiến tới 16 người cuối cùng, anh đã chơi toàn bộ 90 phút của trận đấu nhóm cuối cùng với Costa Rica, và giữ sạch lưới trong trận hòa 0-0 ở Belo Horizonte.

## Kênh YouTube
Foster có một kênh YouTube tên "The Cycling GK" để đăng video đạp xe và vlog các trận đấu của Watford, bao gồm cả hình ảnh GoPro phía sau cầu môn anh thi đấu. Tính đến  tháng 9 năm 2021, kênh của anh có hơn 850,000 người đăng kí và hơn 49 triệu lượt xem. Đến tháng 10 năm 2021, Foster không sử dụng camera GoPro trong các trận đấu tại Ngoại hạng Anh nữa.

## Đời tư
Foster từng theo học tại trường North Leamington ở Leamington Spa, Warwickshire.
Anh sống cùng vợ và hai con ở Tiddington, Warwickshire. Foster tham gia vào quá trình thiết kế ngôi nhà của họ. Foster được biết đến là một người yêu thích bộ môn xe đạp thể thao.

## Thống kê sự nghiệp

### Câu lạc bộ
| Câu lạc bộ                    | Mùa giải       | Giải quốc nội                    | Giải quốc nội | Giải quốc nội | FA Cup | FA Cup | League Cup | League Cup | Châu Âu | Châu Âu | Khác | Khác | Tổng cộng | Tổng cộng | Ref.    |
| Câu lạc bộ                    | Mùa giải       | Hạng đấu                         | Trận          | Bàn           | Trận   | Bàn    | Trận       | Bàn        | Trận    | Bàn     | Trận | Bàn  | Trận      | Bàn       | Ref.    |
| ----------------------------- | -------------- | -------------------------------- | ------------- | ------------- | ------ | ------ | ---------- | ---------- | ------- | ------- | ---- | ---- | --------- | --------- | ------- |
| Stoke City                    | 2001–02        | Second Division                  | 0             | 0             | 0      | 0      | 0          | 0          | —       | —       | 0    | 0    | 0         | 0         | [ 97 ]  |
| Stoke City                    | 2002–03        | First Division                   | 0             | 0             | —      | —      | 0          | 0          | —       | —       | —    | —    | 0         | 0         | [ 98 ]  |
| Stoke City                    | 2003–04        | First Division                   | 0             | 0             | 0      | 0      | 0          | 0          | —       | —       | —    | —    | 0         | 0         | [ 99 ]  |
| Stoke City                    | 2004–05        | Championship                     | 0             | 0             | 0      | 0      | 0          | 0          | —       | —       | —    | —    | 0         | 0         | [ 100 ] |
| Stoke City                    | Tổng cộng      | Tổng cộng                        | 0             | 0             | 0      | 0      | 0          | 0          | —       | —       | 0    | 0    | 0         | 0         | —       |
| Bristol City (mượn)           | 2002–03        | Second Division                  | 0             | 0             | 0      | 0      | —          | —          | —       | —       | 0    | 0    | 0         | 0         |         |
| Tiverton Town (mượn)          | 2002–03        | Southern League Premier Division | 16            | 0             | —      | —      | —          | —          | —       | —       | —    | —    | 16        | 0         | [ 101 ] |
| Stafford Rangers (mượn)       | 2003–04        | Southern League Premier Division | 1             | 0             | —      | —      | —          | —          | —       | —       | —    | —    | 1         | 0         | [ 102 ] |
| Kidderminster Harriers (mượn) | 2004–05        | League Two                       | 2             | 0             | —      | —      | —          | —          | —       | —       | —    | —    | 2         | 0         |         |
| Wrexham (mượn)                | 2004–05        | League One                       | 17            | 0             | —      | —      | —          | —          | —       | —       | 4    | 0    | 21        | 0         |         |
| Manchester United             | 2007–08        | Premier League                   | 1             | 0             | 0      | 0      | 0          | 0          | 0       | 0       | 0    | 0    | 1         | 0         | [ 103 ] |
| Manchester United             | 2008–09        | Premier League                   | 2             | 0             | 3      | 0      | 3          | 0          | 1       | 0       | 0    | 0    | 9         | 0         | [ 104 ] |
| Manchester United             | 2009–10        | Premier League                   | 9             | 0             | 0      | 0      | 1          | 0          | 2       | 0       | 1    | 0    | 13        | 0         | [ 48 ]  |
| Manchester United             | Tổng cộng      | Tổng cộng                        | 12            | 0             | 3      | 0      | 4          | 0          | 3       | 0       | 1    | 0    | 23        | 0         | —       |
| Watford (mượn)                | 2005–06        | Championship                     | 44            | 0             | 1      | 0      | 0          | 0          | —       | —       | 3    | 0    | 48        | 0         | [ 105 ] |
| Watford (mượn)                | 2006–07        | Premier League                   | 29            | 0             | 3      | 0      | 1          | 0          | —       | —       | —    | —    | 33        | 0         | [ 106 ] |
| Watford (mượn)                | Tổng cộng      | Tổng cộng                        | 73            | 0             | 4      | 0      | 1          | 0          | —       | —       | 3    | 0    | 81        | 0         | —       |
| Birmingham City               | 2010–11        | Premier League                   | 38            | 0             | 1      | 0      | 4          | 0          | —       | —       | —    | —    | 43        | 0         | [ 107 ] |
| West Bromwich Albion (mượn)   | 2011–12        | Premier League                   | 37            | 0             | 2      | 0      | 0          | 0          | —       | —       | —    | —    | 39        | 0         | [ 108 ] |
| West Bromwich Albion          | 2012–13        | Premier League                   | 30            | 0             | 0      | 0      | 1          | 0          | —       | —       | —    | —    | 31        | 0         | [ 69 ]  |
| West Bromwich Albion          | 2013–14        | Premier League                   | 24            | 0             | 1      | 0      | 0          | 0          | —       | —       | —    | —    | 25        | 0         | [ 109 ] |
| West Bromwich Albion          | 2014–15        | Premier League                   | 28            | 0             | 2      | 0      | 0          | 0          | —       | —       | —    | —    | 30        | 0         | [ 110 ] |
| West Bromwich Albion          | 2015–16        | Premier League                   | 15            | 0             | 4      | 0      | 0          | 0          | —       | —       | —    | —    | 19        | 0         | [ 111 ] |
| West Bromwich Albion          | 2016–17        | Premier League                   | 38            | 0             | 0      | 0      | 0          | 0          | —       | —       | —    | —    | 38        | 0         | [ 112 ] |
| West Bromwich Albion          | 2017–18        | Premier League                   | 37            | 0             | 3      | 0      | 1          | 0          | —       | —       | —    | —    | 41        | 0         | [ 113 ] |
| West Bromwich Albion          | Tổng cộng      | Tổng cộng                        | 209           | 0             | 12     | 0      | 2          | 0          | —       | —       | —    | —    | 223       | 0         | —       |
| Watford                       | 2018–19        | Premier League                   | 38            | 0             | 0      | 0      | 0          | 0          | —       | —       | —    | —    | 38        | 0         | [ 114 ] |
| Watford                       | 2019–20        | Premier League                   | 11            | 0             | 0      | 0      | 0          | 0          | —       | —       | —    | —    | 11        | 0         | [ 115 ] |
| Watford                       | Tổng cộng      | Tổng cộng                        | 49            | 0             | 0      | 0      | 0          | 0          | —       | —       | —    | —    | 49        | 0         | —       |
| Tổng sự nghiệp                | Tổng sự nghiệp | Tổng sự nghiệp                   | 417           | 0             | 20     | 0      | 11         | 0          | 3       | 0       | 8    | 0    | 459       | 0         | —       |

1. ↑  Ra sân tại Football League Trophy
2. 1 2  Ra sân tại UEFA Champions League
3. ↑  Appearance in FA Community Shield
4. ↑  Appearances in Championship play-offs

### Quốc tế
Tính đến ngày 24 tháng 6 năm 2014 
| Đội tuyển quốc gia | Năm       | Số trận | Bàn thắng |
| ------------------ | --------- | ------- | --------- |
| Anh                | 2007      | 1       | 0         |
| Anh                | 2009      | 3       | 0         |
| Anh                | 2010      | 1       | 0         |
| Anh                | 2013      | 1       | 0         |
| Anh                | 2014      | 2       | 0         |
| Tổng cộng          | Tổng cộng | 8       | 0         |

## Danh hiệu
- Giải vô địch bóng đá: 2004-05 [117]
- Trận play-off Football League Championship: 2006 [22]
- Á quân FA Cup: 2018-19 [118]
- Cúp Liên đoàn bóng đá: 2008-09,[37] 2009-10 [119]
- Cúp Liên đoàn bóng đá: 2010-11 [63]
- Cầu thủ xuất sắc nhất mùa của Watford: 2006-07 [24]
- Cúp Alan Hardaker: 2009,[38] 2011
- Cầu thủ xuất sắc nhất mùa của thành phố Birmingham: 2010-11 [120]
- Cầu thủ xuất sắc nhất mùa của cầu thủ thành phố Birmingham: 2010-11
- Cầu thủ xuất sắc nhất mùa của những người ủng hộ Albion Albion: 2011-12,[66] 2013-14 [71]
- Cầu thủ xuất sắc nhất mùa của West Bromwich Albion: 2011-12, 2013-14
- Thủ môn của giải bóng đá Luân Đôn của năm: 2019 [121]